# Витали Кутузов
Витали Владимирович Кутузов е беларуски футболист, нападател.

## Клубна Кариера
Кутузов е юноша на БАТЕ Борисов, като през 1998 пробива в мъжкия тим. Става един от най-добрите играчи на трактористите и през 1999 вдига титлата на страната. Вкарва 55 гола в 99 мача. През 2001 година е закупен от колоса Милан, след като е забелязан от скаутите на италианците в мач между БАТЕ и „росонерите“. По това време в Милан играят редица класни нападатели като Филипо Индзаги, Андрий Шевченко, Хосе Мари и Хави Морено. За целия сезон беларусинът записва само 2 мача, в които влиза като резерва. На следващия сезон Милан го дават под наем на Спортинг Лисабон, където вкарва едва 3 гола в 24 мача. Печели и суперкупата на Португалия. След това Витали отново играе под наем, този път в далеч по-скромният ФК Авелино в Серия Б. Там той става голмайстор на отбора и загатва класата си. През 2004 50% от правата му са продадени на Сампдория. Витали не е често титуляр, а когато играе го прави като ляв халф, но клубът прави успешен сезон, завършвайки на 4 място. На следващия сезон си спечелва титулярното място, но получава травма и пропуска някои мачове. През 2006 е привлечен от Парма. В началото е титуляр и играе в Купата на УЕФА, но след идването на треньора Клаудио Раниери беларусинът рядко попада в състава. На следващия сезон е даден под наем на втородивизионния Пиза. Той вкарва редица голове, а клубът се класира за плейофите за промоция в Серия А, където Витали не играе поради травма. Все пак той не е закупен и се връща в Парма. От началото на 2009 е футболист на АС Бари, като помага на отбора да се класира за Серия А. През 2009/10 отбелязва само 1 гол – в първия кръг на шампионата срещу Интер. Той губи титулярното си място в Бари и играе много рядко през следващия сезон. В началото на новия сезон му е даден нетипичният за нападател номер 4. Витали записва едва 6 срещи в Серия Б през 2011/12. През 2013 е дисквалифициран за 3 години и половина поради участие в договорени мачове.